# Секущая прямая
Секущая — это прямая, которая пересекает кривую в двух точках,
а также прямая, пересекающая две другие компланарные прямые (то есть лежащие в той же плоскости) в двух разных точках.

## Секущая двух прямых вевклидовой геометрии
Секущие двух прямых служат для установления того, являются ли эти две прямые параллельными между собой.
Пересечения этих прямых и секущие образуют различные пары углов: односторонние углы ({\displaystyle \alpha } и {\displaystyle \delta _{1}}, {\displaystyle \beta } и {\displaystyle \gamma _{1}} на рисунке), соответственные углы ({\displaystyle \alpha } и {\displaystyle \alpha _{1}}, {\displaystyle \beta } и {\displaystyle \beta _{1}}, {\displaystyle \gamma } и {\displaystyle \gamma _{1}}, {\displaystyle \delta } и {\displaystyle \delta _{1}}) и накрест лежащие углы ({\displaystyle \alpha } и {\displaystyle \gamma _{1}}, {\displaystyle \beta } и {\displaystyle \delta _{1}}, {\displaystyle \gamma } и {\displaystyle \alpha _{1}}, {\displaystyle \delta } и {\displaystyle \beta _{1}}).
Согласно пятому постулату Евклида, две прямые параллельны, если:
- сумма односторонних углов равна 180°;
- соответственные углы равны;
- накрест лежащие углы равны.

Любой из этих признаков является необходимым и достаточным условием того, что прямые параллельны.
| |  | | |
| Восемь углов трансверсали. (Вертикальные углы такие, как {\displaystyle \alpha } и {\displaystyle \gamma ,} всегда равны.) |  | Трансверсаль между непараллельными прямыми. Внутренние не накрест лежащие углы не являются дополнительными (в сумме дающими 180 градусов). | Трансверсаль между параллельными прямыми. Внутренние не накрест лежащие углы являются дополнительными (в сумме дающими 180 градусов). |

## Секущая к кривой
- Путём приближения из секущей можно получить касательную в некоторой точке P. Если секущая определяется двумя точками пересечения с данной кривой, P и Q, где положение точки P фиксировано, а положение точки Q может изменяться, то по мере того, как точка Q приближается к точке P вдоль кривой, направление секущей приближается к направлению касательной в точке P (если кривая является гладкой в точке P). Можно сказать, что по мере того, как точка Q приближается к P, наклон (или направление) секущей, в пределе, приближается к наклону касательной. Эта идея является основой для геометрического определения производной.

В случае окружности (или другой гладкой кривой второго порядка) касательные можно также определить как прямые, имеющие с данной кривой ровно одну общую точку.
Хорда — это участок секущей (отрезок), который лежит между двумя точками пересечения с кривой. Диаметр — это хорда окружности, проходящая через её центр.
- Нормаль к кривой в заданной её точке — прямая, перпендикулярная к касательной прямой в указанной точке кривой. Плоская гладкая кривая имеет в каждой точке единственную нормаль, расположенную в той же плоскости.